# 新光保全
台灣新光保全股份有限公司（簡稱：新光保全），是臺灣的專業科技保全公司，成立於1980年，1995年獲准上市，為新光集團的關係企業，主要提供國內企業、住家的安全服務，以及各大機關常駐警衛、現金護送等服務。

## 歷史

### 大事記
- 1980年 與日本最具規模的SOK綜合警備保障株式會社聯盟，正式成立台灣綜合保全公司
- 1981年 管制中心及保全機動隊成立
- 1982年 提供「現金護送業務」
- 1984年 管制中心完成電腦化
- 1987年 第一套家庭保全系統上市
- 1990年 負責護送首批愛心彩券，拓展安全服務範圍
- 1993年 推出第一套可辨識身份的保全系統
- 1995年 股票掛牌上市，代號9925
- 1998年 通過ISO-9002認證
- 1999年 與思科、研華等企業進行「寬頻數位社區管理系統」策略聯盟
- 2000年 結合台灣思科等廠商組成「Ehome21聯盟」打造數位家庭好生活
- 2004年 全台第1台保全服務機器人(與中正大學產學合作開發)
- 2007年 成立行動安全教育「安心教室」，透過安全宣導全台走透透深入校園及偏鄉地區
- 2008年 台灣新光保全文化藝術基金會獲得文馨獎
- 2010年 台灣新光保全文化藝術基金會獲得文馨獎
- 2012年 榮獲第22屆國家品質獎
- 2012年 榮獲CSR台灣企業永續獎肯定
- 2013年 推出導護型機器人「新保7號」
- 2013年 獲得台灣企業永續獎-年度最佳企業永續報告獎
- 2015年 TTQS人才發展品質管理系統銀獎
- 2015年 發表「新保智慧家」結合雲端照護、智慧生活
- 2015年 推出遠端移動監視「Shinbobo」機器人
- 2015年 TTQS人才發展品質管理系統銀獎
- 2015年 Shinbobo 獲「資訊月百大創新產品-智慧生活獎」
- 2016年 獲得BSI CSR實踐獎
- 2017年 獲得BSI 永續卓越獎
- 2018年 獲得BSI 永續卓越獎
- 2019年 獲得健康職場認證
- 2019年 獲得BSI 永續領航獎
- 2020年 獲得BSI 永續韌性傑出獎
- 2019年 推出AI智慧影像保全
- 2019年 與關貿及華電聯網，聯手打造資安閘門防護服務
- 2019年 與鴻海旗下「肚肚」，搶攻智慧餐飲商機
- 2020年 新保布局智慧水表物聯網攜手打造智慧城市服務
- 2020年 獲得BSI 永續韌性傑出獎
- 2020年 CARE U雲端居家照護服務平台-首獲SNQ國家品質標章認證
- 2021年 獲得BSI 永續韌性領航獎
- 2021年 ISO9001
- 2021年 ISO27001
- 2022年 健康職場認證
- 2022年 新保落實永續影響力 奪淨零綠級標章
- 2022年 新光保全再獲TCSA台灣企業永續獎綠色保全備受肯定
- 2022年 環保署綠色採購表揚
- 2022年 SNQ國家品質標章
- 2022年 SIA協助治安有功人員表揚
- 2022年 幸福企業「一般生活服務業」金獎
- 2022年 ISO14064
- 2023年 獲ATLife臺灣長照租賃輔具精品獎
- 2023年 1.5°C溫控目標認證
- 2023年 淨零標章
- 2023年 TCFD符合性聲明
- 2023年 人才永續行動標章
- 2023年 HR Asia亞洲最佳企業雇主獎
- 2023年 中高齡者暨高齡者友善企業認證
- 2023年 運動企業認證
- 2023年 幸福企業獎
- 2023年 獲得BSI 永續韌性獎
- 2023年 TCSA台灣企業永續獎
- 2023年 高齡友善領袖獎
- 2023年 碳競爭力100強
- 2023年 綠色採購
- 2023年 ISO 27001
- 2023年 ISO 14064
- 2024年 人才永續行動倡議夥伴
- 2024年 1.5°C溫控目標認證
- 2024年 台北市職場勞動安全獎
- 2024年 亞洲最佳企業雇主獎

最新新聞訊息
https://www.sks.com.tw/News （页面存档备份，存于）

### 事業群
- 台灣保全股份有限公司
- 聯安服務股份有限公司
- 誼光保全股份有限公司
- 誼光國際公寓大廈管理維護股份有限公司
- 新誼整合科技股份有限公司
- 漢軍科技股份有限公司
- 新光電通股份有限公司
- 新工光電科技股份有限公司
- 新堡科技股份有限公司
- 新保生活關懷股份有限公司
- 新昕國際股份有限公司
- 昕保租賃股份有限公司
- 新群電子股份有限公司
- 台保服務科技股份有限公司
- 新光保全(上海)管理有限公司
- Security Shin Kong (Thai) International Co., Ltd.
- 薩摩亞商思邁特國際股份有限公司

## 外部連結
- （繁體中文）新光保全官方網站 （页面存档备份，存于）